# Остяк Василь Володимирович
Васи́ль Володи́мирович Остяк (12 січня 1979 — 17 лютого 2015) — молодший сержант Збройних сил України.

## Життєвий шлях
Працював механізатором в аграрній компанії «2004». Добре розбирався в техніці, не відмовлявся допомогти.
Мобілізований у серпні 2014-го, старший механік-водій, 128-ма окрема гірсько-піхотна бригада.
17 лютого 2015-го загинув у боях за Дебальцеве під час мінометного обстрілу, який вчинили терористи.
Без Василя лишилися дружина Майя, дві доньки — 6-річна Валентина і 9-річна Яна.
27 лютого похований у селі Лісоводи, проводжали усім селом.

## Нагороди та вшанування
За особисту мужність і героїзм, виявлені у захисті державного суверенітету та територіальної цілісності України, вірність військовій присязі під час російсько-української війни, відзначений — нагороджений
- орденом «За мужність» III ступеня (посмертно)